# Postcards from a Young Man (canción)
«Postcards from a Young Man» es una canción del grupo galés de rock alternativo Manic Street Preachers, lanzada al mercado el 28 de febrero de 2011 como el tercer y último sencillo de su décimo disco de estudio, el cual comparte nombre con esta canción. Un videoclip de la canción fue subido a YouTube, siendo el mismo una grabación de varios conciertos del grupo.
La canción fue publicada en distintos formatos, siendo además de la descarga digital, presente en formato físico (CD) y en vinilo de 7 pulgadas. El sencillo alcanzó el décimo puesto de los vinilos de 7 pulgadas más vendidos en Reino Unido durante 2011.

## Posición en listas
| Listas (2011)                  | Posición más alta |
| ------------------------------ | ----------------- |
| Reino Unido (UK Singles Chart) | 54                |